# Saint-Didier-sur-Rochefort
Saint-Didier-sur-Rochefort é uma comuna francesa na região administrativa de Auvérnia-Ródano-Alpes, no departamento de Loire. Estende-se por uma área de 22,75 km². Em 2010 a comuna tinha 428 habitantes (densidade: 18,8 hab./km²).